# Тараненко, Алексей Георгиевич
Алексей Георгиевич Тараненко (1900, Астраханская губерния — 1960, Улан-Удэ) — советский политик, первый секретарь Коми областного комитета ВКП(б) (1940—1948), 1-й заместитель председателя Совета Министров Бурят-Монгольской АССР (1951—1955).

## Биография
С декабря 1917 года — в РСДРП(б), до 1931 года проходил службу в Красной Армии, в 1937 году окончил Институт красной профессуры, в 1938—1939 годах — 2-й секретарь Орджоникидзевского краевого комитета ВКП(б). С марта 1940 года по 25 декабря 1948 года — 1-й секретарь Коми областного комитета ВКП(б), в 1948—1950 годах — слушатель курсов при ЦК ВКП(б), в 1950—1951 годах — инспектор ЦК ВКП(б), с февраля 1951 года по 1955 год — первый заместитель, затем до смерти заместитель председателя Совета Министров Бурят-Монгольской АССР.
Избирался депутатом Верховного Совета РСФСР I созыва от Кизлярского избирательного округа Орджоникидзевского края (1938—1947).

## Награды
- Орден Ленина (трижды; 1942, 1943, 1946)
- Орден Трудового Красного Знамени (16.03.1940) — «за выдающиеся успехи в сельском хозяйстве и в особенности за перевыполнение плана по урожайности зерновых и технических культур, а также за достижение высоких показателей по животноводству»
- Орден Отечественной войны 1 степени